# Senátní obvod č. 63 – Přerov
Senátní obvod č. 63 – Přerov je podle zákona č. 247/1995 Sb. tvořen částí okresu Přerov, ohraničenou na západě obcemi Kokory, Přerov a Bochoř, a západní částí okresu Nový Jičín, ohraničenou na východě obcemi Heřmanice u Oder, Odry, Suchdol nad Odrou, Mankovice, Jeseník nad Odrou a Starý Jičín.
Současnou senátorkou je od roku 2014 Jitka Seitlová za KDU-ČSL.

## Senátoři

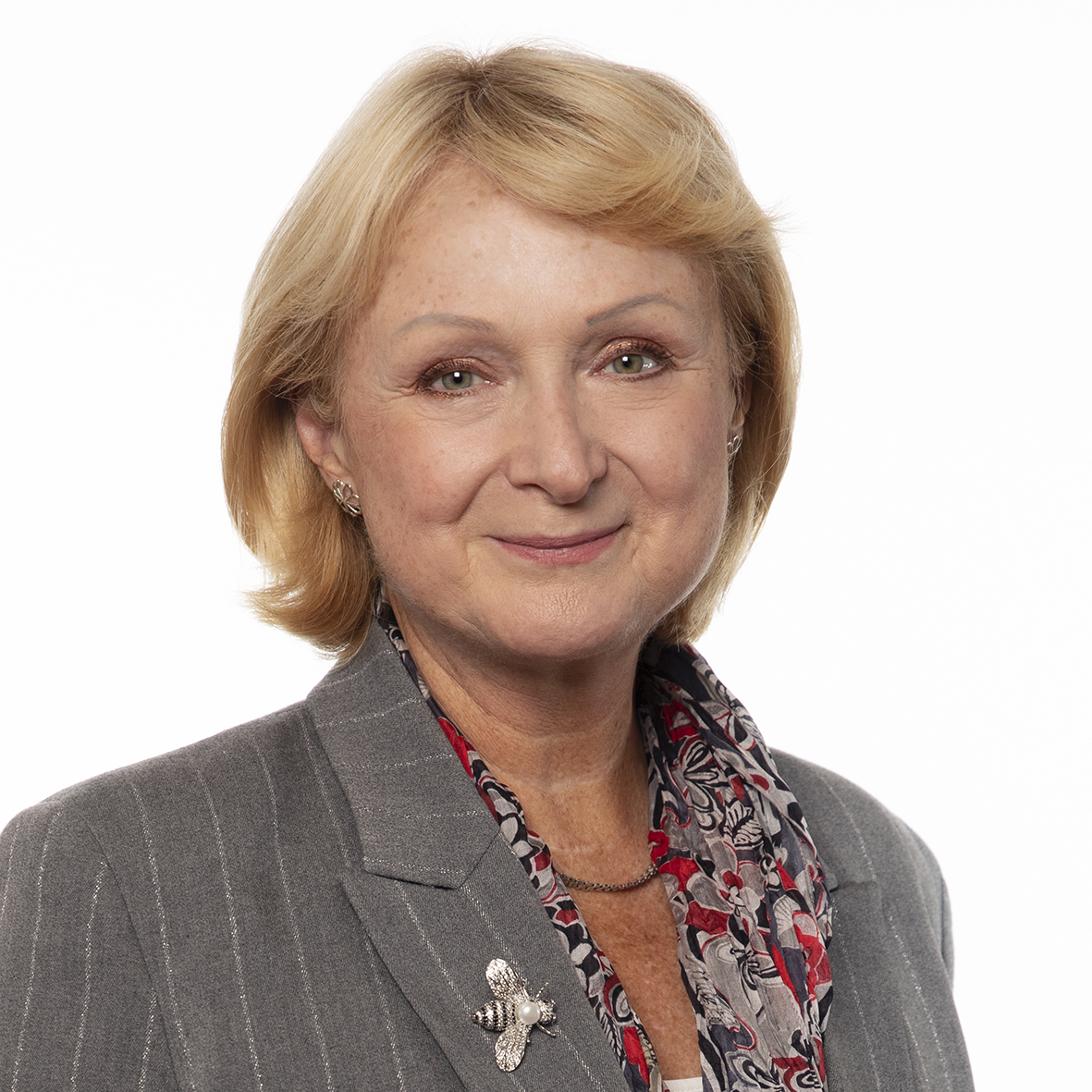
Jitka Seitlová
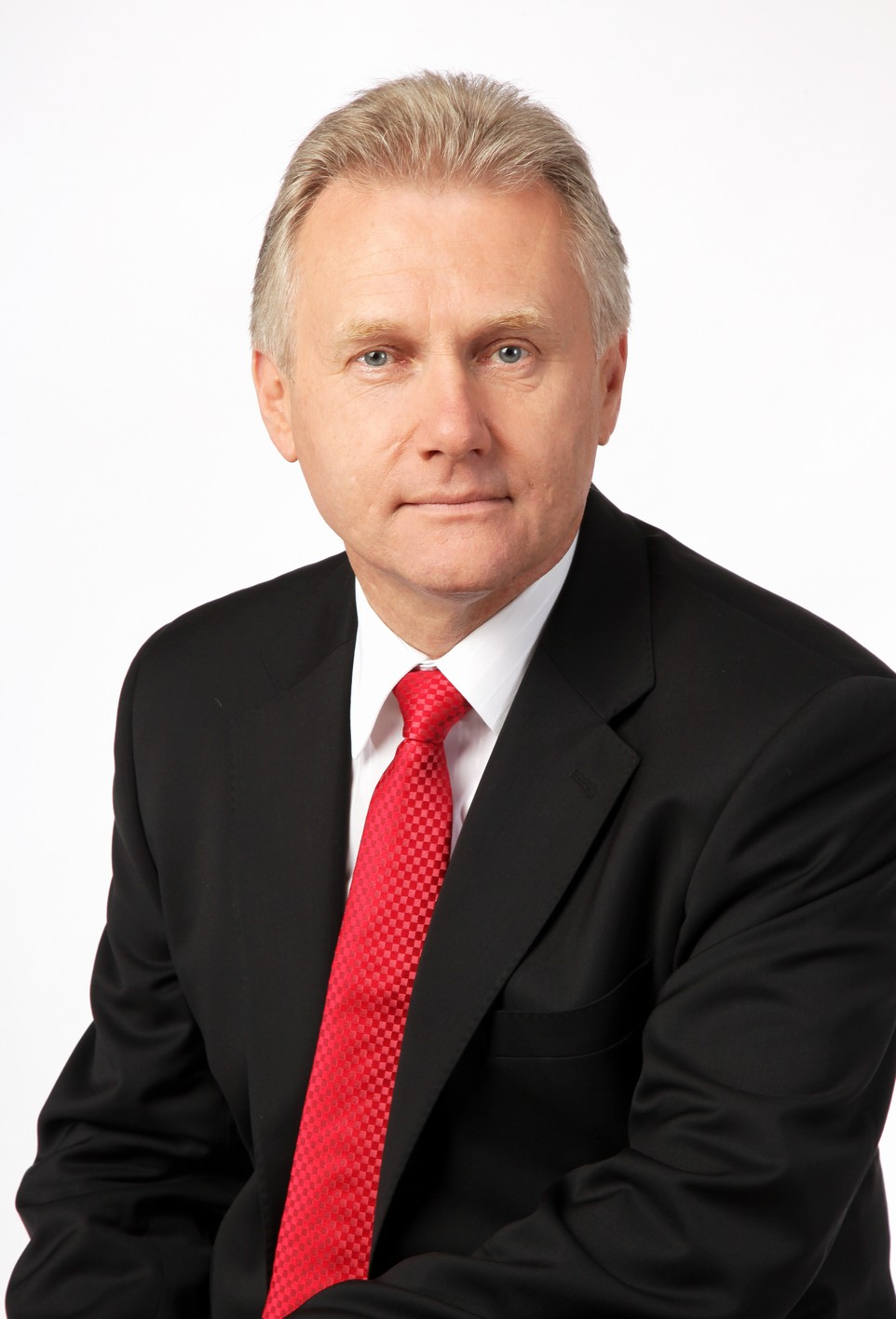
Jiří Lajtoch

| Volby | Volby  | Senátor              | Volební strana | Navrhující strana | Politická příslušnost | Odkaz  |
| ----- | ------ | -------------------- | -------------- | ----------------- | --------------------- | ------ |
|       | 1996   | RNDr. Jitka Seitlová | ODA            | ODA               | ODA                   | profil |
|       | 2002   | RNDr. Jitka Seitlová | NEZ            | NEZ               | BEZPP                 | profil |
|       | 2007   | Ing. Jiří Lajtoch    | ČSSD           | ČSSD              | ČSSD                  | profil |
| 2008  | profil | Ing. Jiří Lajtoch    | ČSSD           | ČSSD              | ČSSD                  |        |
|       | 2014   | RNDr. Jitka Seitlová | KDU-ČSL, SZ    | SZ                | BEZPP                 | profil |
|       | 2020   | RNDr. Jitka Seitlová | KDU-ČSL        | KDU-ČSL           | KDU-ČSL               | profil |

## Volby

### Rok 1996
| Kandidát | Kandidát                   | Volební strana | Navrhující strana | Politická příslušnost | Počet hlasů (1. kolo) | %     | Počet hlasů (2. kolo) | %     |
| -------- | -------------------------- | -------------- | ----------------- | --------------------- | --------------------- | ----- | --------------------- | ----- |
|          | RNDr. Jitka Seitlová       | ODA            | ODA               | ODA                   | 8 111                 | 26,27 | 17 937                | 72,91 |
|          | Ing. arch. Stanislav Žalud | ODS            | ODS               | ODS                   | 7 950                 | 25,74 | 6 666                 | 27,09 |
|          | Ing. Bronislav Bagar       | ČSSD           | ČSSD              | ČSSD                  | 7 631                 | 24,72 | —                     | —     |
|          | PhDr. Hynek Mizera         | KSČM           | KSČM              | KSČM                  | 4 964                 | 16,08 | —                     | —     |
|          | MUDr. Michal Chromec       | MDS            | MDS               | MDS                   | 1 719                 | 5,57  | —                     | —     |
|          | Emanuel Sazima             | ČSNS           | ČSNS              | ČSNS                  | 505                   | 1,64  | —                     | —     |

### Rok 2002
| Kandidát | Kandidát               | Volební strana | Navrhující strana | Politická příslušnost | Počet hlasů (1. kolo) | %     | Počet hlasů (2. kolo) | %     |
| -------- | ---------------------- | -------------- | ----------------- | --------------------- | --------------------- | ----- | --------------------- | ----- |
|          | RNDr. Jitka Seitlová   | NEZ            | NEZ               | BEZPP                 | 10 536                | 44,28 | 23 812                | 72,65 |
|          | RSDr. Josef Nekl       | KSČM           | KSČM              | KSČM                  | 4 126                 | 17,34 | 8 961                 | 27,34 |
|          | JUDr. Otakar Šiška     | KDU-ČSL        | KDU-ČSL           | KDU-ČSL               | 3 660                 | 15,38 | —                     | —     |
|          | RSDr. Jindřich Valouch | ČSSD           | ČSSD              | ČSSD                  | 2 768                 | 11,63 | —                     | —     |
|          | Ing. František Kopečný | ODS            | ODS               | ODS                   | 2 636                 | 11,08 | —                     | —     |
|          | JUDr. Václav Vápeník   | DL             | DL                | DL                    | 64                    | 0,26  | —                     | —     |

### Rok 2007 (doplňovací)
V roce 2007 se v tomto obvodu konaly doplňovací (mimořádné) volby, protože tehdejší senátorka Jitka Seitlová byla zvolena zástupkyní veřejného ochránce práv. První kolo voleb se konalo 19. a 20. dubna a druhé 27. a 28. dubna.
| Kandidát | Kandidát                    | Volební strana | Navrhující strana | Politická příslušnost | Počet hlasů (1. kolo) | %     | Počet hlasů (2. kolo) | %     |
| -------- | --------------------------- | -------------- | ----------------- | --------------------- | --------------------- | ----- | --------------------- | ----- |
|          | Ing. Jiří Lajtoch           | ČSSD           | ČSSD              | ČSSD                  | 3 946                 | 20,91 | 5 552                 | 53,23 |
|          | RSDr. Josef Nekl            | KSČM           | KSČM              | KSČM                  | 3 822                 | 20,25 | 4 877                 | 46,76 |
|          | Ing. Jiří Bakalík           | KDU-ČSL        | KDU-ČSL           | KDU-ČSL               | 2 814                 | 14,91 | —                     | —     |
|          | Mgr. Elena Grambličková     | ODS            | ODS               | ODS                   | 2 809                 | 14,88 | —                     | —     |
|          | PhDr. Vladimír Juračka      | SOS            | SOS               | BEZPP                 | 2 714                 | 14,38 | —                     | —     |
|          | doc. MUDr. Jiří Klein, PhD. | NEZ            | NEZ               | BEZPP                 | 1 381                 | 7,31  | —                     | —     |
|          | Ing. Monika Holečková       | SZR            | SZR               | BEZPP                 | 1 012                 | 5,36  | —                     | —     |
|          | Jaroslav Suchánek           | SNK ED         | SNK ED            | SNK ED                | 373                   | 1,97  | —                     | —     |

### Rok 2008
| Kandidát | Kandidát                  | Volební strana | Navrhující strana | Politická příslušnost | Počet hlasů (1. kolo) | %     | Počet hlasů (2. kolo) | %     |
| -------- | ------------------------- | -------------- | ----------------- | --------------------- | --------------------- | ----- | --------------------- | ----- |
|          | Ing. Jiří Lajtoch         | ČSSD           | ČSSD              | ČSSD                  | 11 811                | 32,56 | 18 030                | 61,06 |
|          | MUDr. Eduard Sohlich, MBA | ODS            | ODS               | ODS                   | 7 406                 | 20,42 | 11 497                | 38,93 |
|          | RSDr. Josef Nekl          | KSČM           | KSČM              | KSČM                  | 6 365                 | 17,55 | —                     | —     |
|          | Vladimír Hučín            | KAN            | KAN               | BEZPP                 | 3 753                 | 10,34 | —                     | —     |
|          | Ing. Jiří Bakalík         | KDU-ČSL        | KDU-ČSL           | KDU-ČSL               | 3 630                 | 10,00 | —                     | —     |
|          | JUDr. Vlasta Jančářová    | NK             | NK                | BEZPP                 | 2 278                 | 6,28  | —                     | —     |
|          | Roman Haken               | SZ             | SZ                | BEZPP                 | 1 021                 | 2,81  | —                     | —     |

### Rok 2014
| Kandidát | Kandidát             | Volební strana | Navrhující strana | Politická příslušnost | Počet hlasů (1. kolo) | %     | Počet hlasů (2. kolo) | %     |
| -------- | -------------------- | -------------- | ----------------- | --------------------- | --------------------- | ----- | --------------------- | ----- |
|          | RNDr. Jitka Seitlová | KDU-ČSL, SZ    | SZ                | BEZPP                 | 15 329                | 39,95 | 9 523                 | 54,26 |
|          | Ing. Antonín Prachař | ANO            | ANO               | ANO                   | 11 576                | 30,17 | 8 027                 | 45,73 |
|          | MUDr. Michal Chromec | ČSSD           | ČSSD              | BEZPP                 | 4 951                 | 12,90 | —                     | —     |
|          | Mgr. Miroslav Raindl | KSČM           | KSČM              | KSČM                  | 4 937                 | 12,86 | —                     | —     |
|          | Mgr. Dušan Hluzín    | TOP 09, STAN   | TOP 09            | TOP 09                | 1 574                 | 4,10  | —                     | —     |

### Rok 2020
| Kandidát | Kandidát                       | Volební strana | Navrhující strana | Politická příslušnost | Počet hlasů (1. kolo) | %     | Počet hlasů (2. kolo) | %     |
| -------- | ------------------------------ | -------------- | ----------------- | --------------------- | --------------------- | ----- | --------------------- | ----- |
|          | RNDr. Jitka Seitlová           | KDU-ČSL        | KDU-ČSL           | KDU-ČSL               | 9 566                 | 26,81 | 10 859                | 55,90 |
|          | Ing. Petr Vrána                | ANO            | ANO               | ANO                   | 7 371                 | 20,65 | 8 566                 | 44,09 |
|          | MUDr. Mgr. Tomáš Kocourek, MBA | ODS            | ODS               | BEZPP                 | 4 549                 | 12,75 | —                     | —     |
|          | Pavel Ondrůj                   | Piráti         | Piráti            | BEZPP                 | 3 143                 | 8,80  | —                     | —     |
|          | Dan Chromec                    | SPD            | SPD               | SPD                   | 2 762                 | 7,74  | —                     | —     |
|          | Ing. Antonín Prachař           | NK             | NK                | BEZPP                 | 2 533                 | 7,09  | —                     | —     |
|          | Jiří Kudláček                  | Trikolóra, ODA | Trikolóra         | ODA                   | 2 058                 | 5,76  | —                     | —     |
|          | Mgr. Miroslav Raindl           | KSČM           | KSČM              | KSČM                  | 1 847                 | 5,17  | —                     | —     |
|          | Ing. Jiří Lajtoch              | ČSSD           | ČSSD              | ČSSD                  | 1 145                 | 3,20  | —                     | —     |
|          | genmjr. v. v. Ing. Jiří Kubala | NEZ            | NEZ               | BEZPP                 | 636                   | 1,78  | —                     | —     |
|          | JUDr. Jaroslav Pollák          | NáS            | NáS               | NáS                   | 68                    | 0,19  | —                     | —     |

## Volební účast
|  | nejvyšší volební účast |  | nejnižší volební účast |

| Rok  | % (1. kolo) | % (2. kolo) |
| ---- | ----------- | ----------- |
| 1996 | 29,90       | 23,88       |
| 2002 | 22,61       | 32,22       |
| 2007 | 17,44       | 9,66        |
| 2008 | 36,17       | 27,28       |
| 2014 | 38,73       | 16,30       |
| 2020 | 34,93       | 18,49       |